# Codice ATC M09
Il codice ATC M09 "Altri farmaci per disturbi del sistema muscolo-scheletrico" è un sottogruppo terapeutico del sistema di classificazione Anatomico Terapeutico e Chimico, un sistema di codici alfanumerici sviluppato dall'OMS per la classificazione dei farmaci e altri prodotti medici. Il sottogruppo M09 fa parte del gruppo anatomico M dei disturbi del Sistema muscolare-Sistema scheletrico e Articolazioni.
Codici per uso veterinario (codici ATCvet) possono essere creati ponendo una lettera Q di fronte al codice ATC umano: QM09 ...  I codici ATCvet senza corrispondente codice ATC umano sono riportati nella lista seguente con la Q iniziale.
Numeri nazionali della classificazione ATC possono includere codici aggiuntivi non presenti in questa lista, che segue la versione OMS.

## M09A Altri farmaci per i disturbi del sistema muscolo scheletrico

### M09AA Chinino e derivati
M09AA01 Idrochinino
M09AA72 Chinino associazioni con psicolettici

### M09AB Enzimi
M09AB01 Chimopapaina
M09AB02 Collagenasi clostridium histolyticum
M09AB03 Bromelina
M09AB52 Tripsina, combinazioni

### M09AX Altri farmaci per i disturbi del sistema muscolo-scheletrico
M09AX01 Acido ialuronico
M09AX02 Condrociti, autologo
QM09AX99 Combinazioni